# یواس‌اس پاتریوت (۱۸۶۱)
یواس‌اس پاتریوت (۱۸۶۱) (به انگلیسی: USS Patriot (1861)) یک کشتی بود که طول آن not known بود.